# Trois Jours à vivre (film, 1958)
Ne doit pas être confondu avec Trois Jours à vivre (film, 2006).
Pour plus de détails, voir Fiche technique et Distribution.
Trois Jours à vivre est un film français réalisé par Gilles Grangier, sorti en 1958.

## Synopsis
Simon Belin est un acteur qui fait les tournées de province avec sa compagnie. Bien que talentueux, il n'a jamais eu la chance de véritablement briller sur scène. C'est toujours Bérimont qui tient les grands rôles. Un jour, Simon est témoin d'un meurtre. Sous la pression de la justice, mais aussi de son agent qui y voit une belle occasion de publicité, Simon identifie un suspect, Ferrari, dont il n'est pas certain de la culpabilité. Devenu la coqueluche de la ville, Simon Belin remplace bientôt Bérimont en tant qu'acteur vedette. Mais Ferrari s'évade et le menace, il n'a plus que trois jours à vivre.

## Fiche technique
- Réalisateur : Gilles Grangier
- Scénario : Gilles Grangier, Michel Audiard et Guy Bertret[1]
- Adaptation : d'après le roman Trois Jours à vivre de Peter Vanett[2] (éditions Fleuve noir, collection Spécial Police 1955)
- Dialogues : Michel Audiard
- Assistant-réalisateur : Jacques Deray
- Photographie : Armand Thirard
- Cadreur : Louis Née
- Décors : Roger Briaucourt[3]
- Maquillage : Boris de Fast
- Son : Lucien Lacharmoise, assisté de Michel Fano
- Musique : Joseph Kosma
- Direction d'orchestre : Serge Baudo
- Montage : Jacqueline Sadoul[4]
- Production : Bobby-Jacques Gautier
- Société de production : International Motion Pictures
- Distribution : Les Films Fernand Rivers
- Dates de tournage : du 15 avril au 7 juin 1957
- Lieux de tournage : intérieurs au studio Franstudio de Saint-Maurice (Val-de-Marne) ; extérieurs à Paris, Versailles et Le Havre
- Pays de production :  France
- Format : Noir et blanc - 1,37:1 - 35 mm - Son mono (Westrex Recording System)
- Genre : Drame
- Durée : 85 minutes
- Date de sortie :
  - France : 12 mars 1958

## Distribution
- Daniel Gélin : Simon Belin, le comédien en tournée
- Jeanne Moreau : Jeanne Fortin, habilleuse et comédienne
- Lino Ventura : Lino Ferrari, le faux coupable
- Joëlle Bernard : Mauricette, la trésorière de la troupe
- Georges Flamant : l'inspecteur Lucien Segalier
- Roland Armontel : Alexandre Bérimont, le comédien chevronné
- Albert Augier : Dédé, le régisseur et comédien de la troupe
- Aimé Clariond : Charlie Bianchi, le directeur de la troupe
- Jean Degrave : le réceptionniste de l'hôtel
- François Joux : le commissaire du Havre
- Jacques Marin : le gendarme apportant la convocation
- Moustache : Davros, l'industriel qui accompagne Belina
- Georges Peignot : le patron du café
- Marcel Pérès : le propriétaire du théâtre au Havre
- José Quaglio : Maxime Cordon, un jeune comédien
- Évelyne Rey : Belina, une comédienne de la troupe
- Jean-Marie Rivière : un comédien
- Robert Rollis : Lucien Moriso, le journaliste
- Jean Toulout : le président des Assises
- Gabriel Gobin : le commissaire de Rouen
- Charles Lemontier : le docteur se rendant au théâtre
- Jacques Muller : le secrétaire du juge d'instruction
- Marcel Bernier : un gendarme dans les couloirs du théâtre
- Rivers Cadet : le patron de l'hôtel de Lisieux
- Jacques Bertrand : un inspecteur
- Jacques Deray : la voix de la radio
- Jannick Arvel : Thérèse, une comédienne de la troupe
- Guy Bertret : le juge Danguillaume
- Liliane Robin : la femme tenant le vestiaire du théâtre
- Jean Tielment : un inspecteur
- Marie Sabouret
- Edy Debray
- Dominique Page
- Maurice Gardett (parfois cité mais n'apparait pas dans les copies actuellement visibles)

## Appréciation critique
- Box office : 1.014.497 entrées en France

« Gilles Grangier connait son métier et nous donne un film un peu laborieux, mais bien fait. Double peinture de la vie d'une médiocre troupe ambulante et des effets de l'ambition et de la peur sur un être veule. L'interprétation est très bonne, « cabotinant » dans la note juste. Le rythme du film est soutenu avec les pointes de suspense bien venues. Excellente photographie. Spectacle agréable si non familial »

— Répertoire général des films 1958, Centrale catholique du cinéma, Éditions Penser vrai, Paris